# Betäubungsgewehr

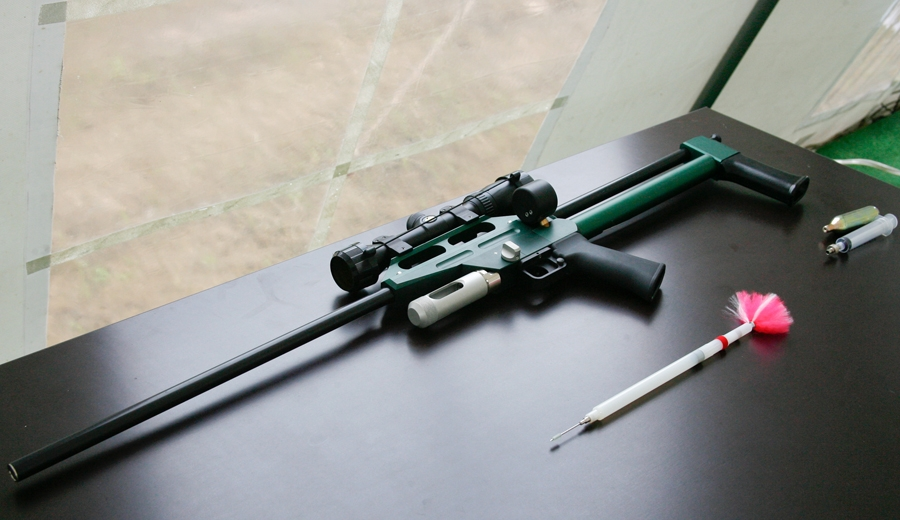
Betäubungsgewehr mit Betäubungspfeil

Das Betäubungsgewehr ist eine Erfindung von Colin Murdoch, weiterentwickelt von einem Team unter Leitung von Tony Pooley und Toni Harthoorn in Kenia in den frühen 1960er Jahren. Es hat sich neben dem Blasrohr und der Armbrust zum Standard-Werkzeug für die Immobilisation von großen und mittelgroßen Tieren bewährt. Als Treibmittel dienen entweder CO2 oder Explosivstoffe. Da seine Energie 7,5 Joule überschreitet, unterliegt es in Deutschland dem deutschen Waffenrecht.
Verschossen werden spezielle Betäubungspfeile, die in der Regel mit der sog. Hellabrunner Mischung gefüllt werden.